# Archidendron alternifoliolatum
Archidendron alternifoliolatum är en ärtväxtart som först beskrevs av Te Lin Wu, och fick sitt nu gällande namn av Ivan Christian Nielsen. Archidendron alternifoliolatum ingår i släktet Archidendron och familjen ärtväxter. Inga underarter finns listade i Catalogue of Life.